# Пароятников, Дмитрий Тарасович
Дмитрий Тарасович Пароятников — советский военный, государственный и политический деятель, генерал-лейтенант авиации.

## Биография
Родился в 1913 году в селе Мальцево. Член КПСС.
С 1929 года — на хозяйственной, общественной и политической работе. В 1929—1984 гг. — рабочим ж.-д., техник, начальник отдела кадров, секретарь комитета комсомола Московского узла Калининской железной дороги, инструктор ЦК ВЛКСМ, первый секретарь Чувашского обкома ВЛКСМ, начальник политотдела авиадивизии, начальник отдельного тяжёлого бомбардировочного корпуса дальней авиации, заместитель начальника политуправления Северной группы войск (Польша), член Военного Совета Группы советских войск в Германии, член военного совета, начальник политического отдела авиации Московского военного округа, заместитель начальника Управления по обслуживанию дипломатического корпуса Министерства иностранных дел СССР.
Избирался депутатом Верховного Совета РСФСР 6-го созыва. Делегат XXII съезда КПСС.
Умер в Москве в 2002 году.